# Dionysia afghanica
Dionysia afghanica là một loài thực vật có hoa trong họ Anh thảo. Loài này được Grey-Wilson mô tả khoa học đầu tiên năm 1974.